# SN 2005af
SN 2005af – supernowa typu II-P odkryta 8 lutego 2005 roku w galaktyce NGC 4945. W momencie odkrycia miała maksymalną jasność 12,80m.